# Anni 1790
Gli anni 1790 sono il decennio che comprende gli anni dal 1790 al 1799 inclusi.

## Eventi, invenzioni e scoperte
- Si estinguono i leoni in Egitto.
- Si ritiene che il 9 novembre 1799 si sia effettivamente conclusa la Rivoluzione francese, quando un colpo di Stato riuscito pose nelle mani di Napoleone Bonaparte il controllo della Francia. (Colpo di Stato del 18 brumaio)
- 1796: Napoleone assume il comando dell'Armata d'Italia, e nel mese di aprile ha inizio la Campagna d'Italia. I francesi sconfiggono le truppe austro-piemontesi e conquistano il Piemonte, e nel mese di maggio entrano vittoriosi a Milano.
- Il 17 ottobre 1797, Francia e Austria stipulano il Trattato di Campoformio che stabilisce il riconoscimento da parte austriaca della Repubblica Cisalpina, e l'annessione dei territori della Repubblica di Venezia agli asburgici.

## Personaggi
- Luigi Galvani, fisiologo ed anatomista italiano
- Il 5 dicembre 1791 a Vienna muore Wolfgang Amadeus Mozart.